# 中华全国总工会文工团
中华全国总工会文工团，简称“全总文工团”，是中華人民共和國一家正厅级国家级综合性专业文艺团体。隶属于中华全国总工会。位于北京市西城区鼓楼西大街小八道湾6号。

## 历史
中华全国总工会文工团的前身是成立于1948年8月的中国人民解放军第十八兵团政治部文工团，团长郑红羽。1950年2月在南充改为川北军区文艺工作团，郑红羽任团长兼政治协理员。1954年改为西南军区公安部队文工团、1955年并入军委公安军文工团。1956年“五一”前夕，为适应文化建设和工运事业发展的需要，满足广大职工群众精神文化生活的需求，全国总工会将重庆市工人文工团、成都市工人文工团、自贡市工人文工团调来北京成立中华全国总工会工人歌舞团、工人话剧团。1958年，中国人民解放军公安军撤销番号，公安军政治部文工团部分人员调入全总正式成立了全总文工团，公安军文工团主体和山东省军区文工团合并为济南军区前卫文工团。

## 机构设置
设歌舞团（歌队、乐队、舞蹈队）、说唱艺术团、话剧团（影视中心）、创作编导室、业务处、艺术培训中心、办公室、离退休干部处、工会、团委、艺委会等正处级机构。

## 知名艺术工作者
- 葛优
- 郑咏
- 苏红
- 萨日娜
- 博林（尹博林）
- 娄乃鸣
- 马晓梦
- 赵亚玲
- 曾黎
- 陈思思
- 陈印泉
- 太阳部落组合